# 喜多村俊夫
喜多村 俊夫（きたむら としお、1911年2月6日 - 1993年10月24日）は、日本の地理学者。

## 略歴
滋賀県滋賀郡堅田町（現・大津市）生まれ。滋賀県師範学校、東京高等師範学校文科卒、1933年東京文理科大学地理学科卒。滋賀県立小学校訓導、滋賀県師範学校教員、1936年日本経済史研究所研究員、1939年京都帝国大学人文科学研究所助手、1949年助教授、1949年「日本灌漑水利慣行の史的研究」で京大農学博士。同年岡山大学法文学部教授、のち名古屋大学文学部教授となり、1974年定年退官、名誉教授、大阪経済大学教授、1975年大阪学院大学教授を務め、1985年退職。1951年日本農学会賞(日本農学賞)受賞。

## 著書
- 『近江経済史論攷』大雅堂 1946
- 『日本灌漑水利慣行の史的研究 総論篇』岩波書店 1950
- 『瀬戸内海沿岸地方 わが国土』国民図書刊行会 1955
- 『高梁川流域における農業水利調査』(水利制度資料)農業水利問題研究会 1957
- 『日本灌漑水利慣行の史的研究 各論篇』岩波書店 1973
- 『新田村落の史的展開と土地問題』岩波書店 1981
- 『日本農村の基礎構造研究 その展開過程』地人書房 1990

### 共著
- 『村落社会地理』 (人文地理ゼミナール)榑松静江,水津一朗共著 大明堂 1957

### 記念論集
- 『遊仙喜多村俊夫先生への追憶』喜多村俊夫先生追悼文集作成委員会 1994